# Taxonomía de los pueblos indígenas de América del Sur
La taxonomía de los pueblos indígenas de América del Sur ha sido progresivamente desarrollada por diversos investigadores en los últimos siglos, sin que se haya logrado un consenso definitivo sobre la materia. Si bien la idea de la existencia de diversas razas humanas perduró hasta mediados del siglo XX, en la actualidad se considera que toda la humanidad pertenece a la especie Homo sapiens e incluso a la subespecie Homo sapiens sapiens, descartándose que exista más de una raza humana. La discusión sobre los orígenes del poblamiento de América ha generado diversas teorías a medida que nuevos datos fueron aportados por los descubrimientos paleontológicos y por el desarrollo de la arqueología, geología, filología, antropología y el análisis de ADN, sin que se alcance un acuerdo definitivo sobre cómo y cuándo ingresaron los humanos al continente.

## Concepto histórico de raza
En antropología el concepto de raza se refería a los grupos fenotípicos en que se subdividen los seres humanos de acuerdo con diversos sistemas de clasificación usados especialmente entre los siglos XVIII y mediados del XX. A partir de los años 1950 y 1960 estos sistemas de clasificación han ido cayendo en desuso con el advenimiento de nuevas corrientes antropológicas, y actualmente son pocas las revistas científicas que continúan utilizando categorías raciales. Existe opinión mayoritaria entre los especialistas de que es inadecuado el uso del término raza para referirse a cada uno de los diversos o diferentes grupos humanos, y se considera que es más apropiado utilizar los términos etnia o población para definirlos. Más aún, muchos científicos consideran que para referirse a seres humanos, biogenéticamente, las razas no existen, tratándose solo de interpretaciones sociales, ya que todos son parte del Homo sapiens y su ADN tiene una variabilidad genética muy pequeña. La clasificación de los seres humanos en razas o tipos raciales no fue definido por razones biológicas naturales, sino que por razones geográficas, históricas, sociales y culturales. 

## El poblamiento primitivo de América

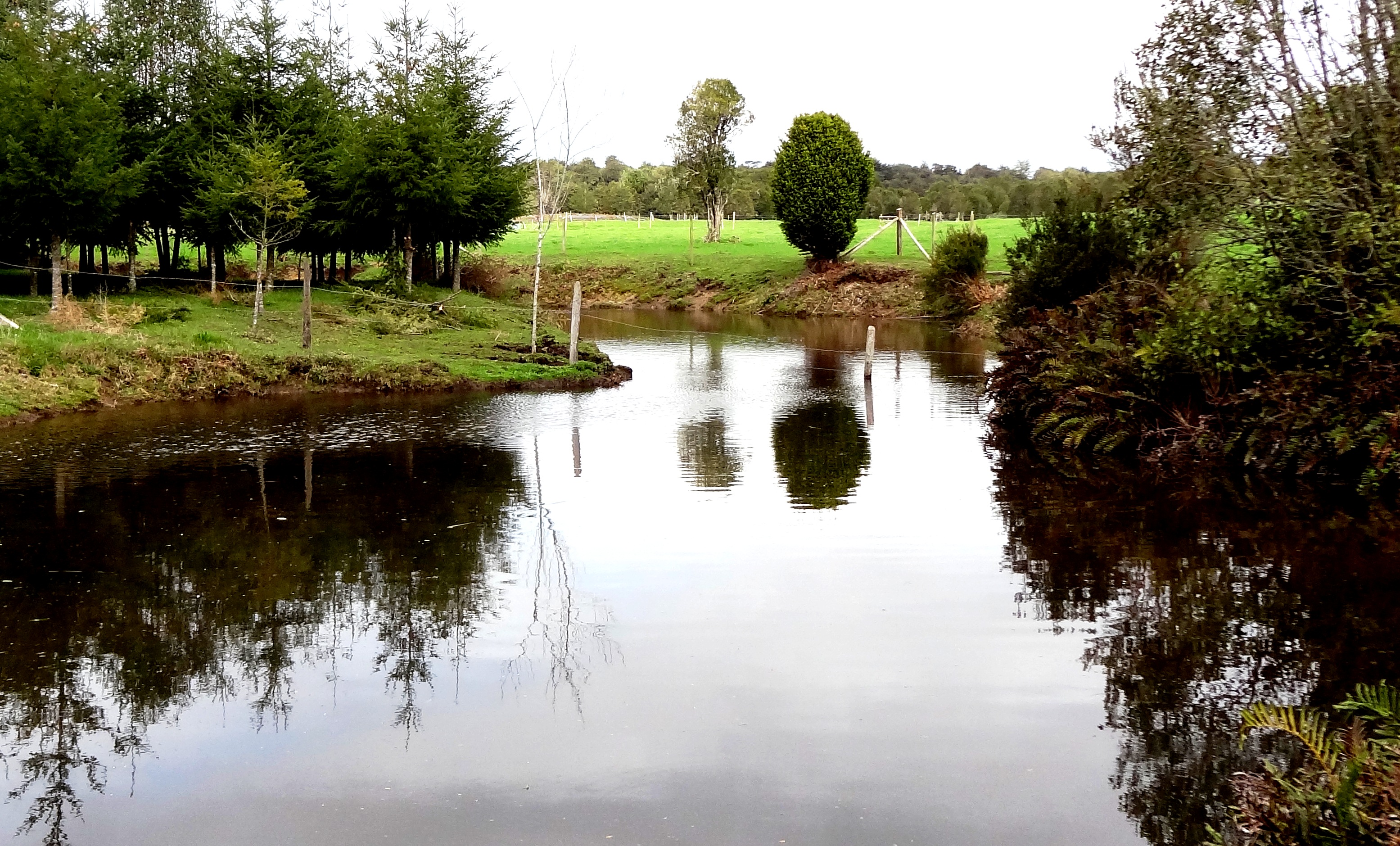
Yacimiento arqueológico de Monte Verde.

La teoría autoctonista del poblamiento primitivo de América fue presentada por el argentino Florentino Ameghino en La Antigüedad del Hombre en el Plata (1880), basándose en restos fósiles postuló que los seres humanos se originaron y evolucionaron en las pampas de Argentina en el período terciario y que desde aquí poblaron el resto del mundo. La teoría fue desacreditada por Aleš Hrdlička demostrando que los restos óseos eran de períodos más actuales y no todos humanos. Los estudios científicos afirman que los seres humanos no son originarios de América, por lo que este planteamiento, si bien dio inicio a la pregunta entre los científicos modernos, ha sido el primero en ser abandonado como respuesta por los proponentes de las teorías que siguen.
La teoría del poblamiento tardío asiático del continente americano fue planteada por Hrdlička en 1925 y sostiene que hace aproximadamente 13 500 años un pequeño grupo de seres humanos procedentes de Siberia ingresó al continente americano por el puente de Beringia (que existió entre 30 000 y 11 000 años antes del presente) hacia Alaska, en el período en que bajó el nivel de las aguas durante la glaciación Wisconsin (que comenzó hace 110 000 años y finalizó hacia el 10 000 a. C.), y después marcharon hacia el sur a través de un corredor libre de hielo al este de las Montañas Rocosas, el valle del río Mackenzie, para constituir la cultura Clovis. Posteriormente se habrían producido otras tres migraciones, a partir de las cuales descenderían todos los pueblos indígenas de América. Esta teoría predominó desde mediados hasta finales del siglo XX, pero ha perdido sustento luego del hallazgo de los restos arqueológicos en Monte Verde al sur de Chile, con 14 800 años de antigüedad, ampliamente reconocidos por la comunidad científica. La teoría aún es sostenida o modificada a 15 500 años por diversos investigadores, pero no ha logrado hallazgos arqueológicos en la ruta de inmigración propuesta.
La teoría australiana fue postulada por el antropólogo portugués António Augusto Esteves Mendes Correia en 1928 y plantea que el poblamiento americano se debió únicamente a viajes marítimos realizados por pueblos australoides que aprovechando el óptimo climático del Holoceno (6000 a 8500 años a. C.), desde Australia vía Tasmania e islas subantárticas alcanzaron la Antártida y bordearon su costa, atravesando luego el pasaje de Drake hasta Tierra del Fuego. Desde allí se dispersaron por el continente americano. La teoría no se sustenta en hallazgos arqueológicos y se basa en las similitudes antroposomáticas, lingüísticas y culturales entre los habitantes de Tierra del Fuego y la Patagonia y los aborígenes australianos. La teoría está desacreditada en cuando a la fecha, ruta y origen único, pero no por la presencia de australoides en América.
La teoría oceánica o multirracial postulada por Paul Rivet en 1943, se basa en pruebas arqueológicas, culturales y lingüísticas y sostiene que la población indígena americana es multirracial y es el resultado de 4 migraciones procedentes principalmente de Asia, pero también de Australia, Polinesia y Melanesia, utilizando el puente de Beringia y en embarcaciones a través del océano Pacífico.
La teoría del poblamiento temprano o teoría preclovis, es en realidad un conjunto de propuestas en base a una larga serie de estudios y hallazgos arqueológicos, lingüísticos y genéticos, algunos relativamente recientes, que cuestionan la clásica teoría del poblamiento tardío. En rigor no se trata de "una" teoría, pues los científicos involucrados no tienen una posición precisa común sobre el lugar o tiempo de ingreso del hombre a América, ni sus resultados parecen conducir linealmente a una respuesta puntual y coincidente. Pero todos ellos subrayan el hecho de que las evidencias son incompatibles aún con la fecha más antigua propuesta por la teoría del poblamiento tardío: entre 12 000 y 14 000 años AP. Los fundamentos están basados en el descubrimiento de restos datados por carbono 14 de hasta 60 000 años en Pedra Furada y otros sitios -aunque no todos aceptados-, análisis lingüísticos, de grupo sanguíneo y genéticos (cromosoma Y, ADN mitocondrial, genética autosomal y proteica).

## Pedra Furada

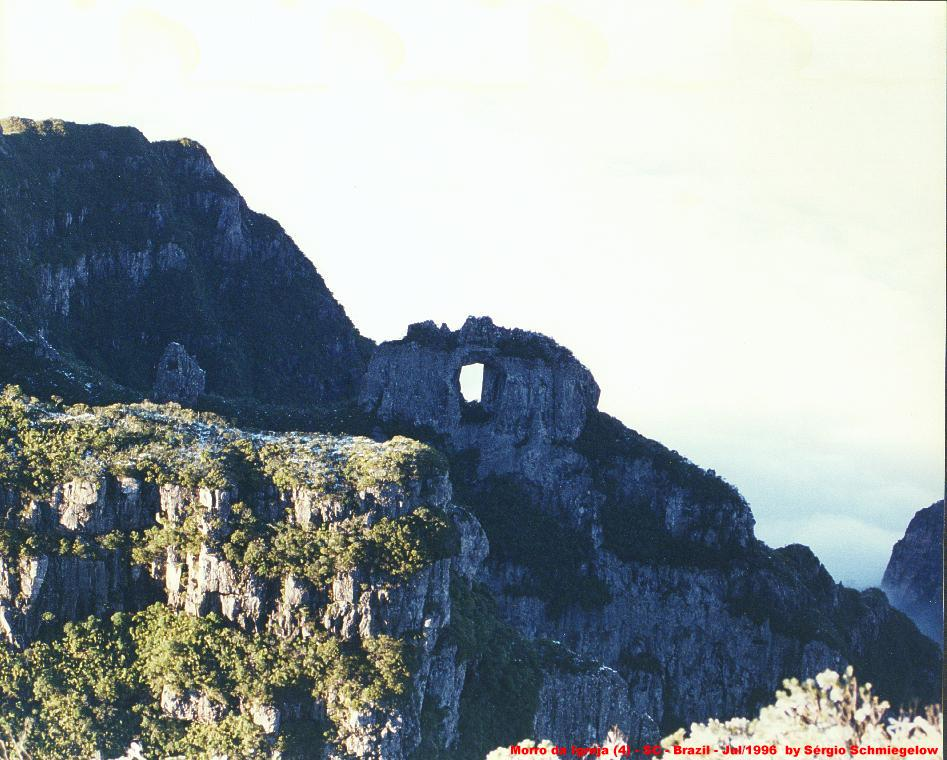
Vista general de la cueva de Pedra Furada, en Brasil. Aquí se han encontrado restos humanos fechados en 32 000 años AP.

Pedra Furada es un yacimiento arqueológico y de pinturas rupestres descubierto en 1973 y localizado en el parque nacional de la Sierra de la Capibara al este de Piauí en Brasil, del cual se ha postulado la posible presencia humana más antigua de América del Sur. El hallazgo fue documentado por Niède Guidon en 1986 informando de dataciones realizadas con C-14 de entre 48 000 y 32 000 años AP Reiterados análisis posteriores realizados por ellos igualmente les han permitido postular esa posible antigüedad del yacimiento, ampliando en algunos casos el rango de fechas. 63 dataciones por C-14 permitieron el establecimiento de una columna crono-estratigráfica que va de 59 000 hasta 5000 años AP. Ocre utilizado para pintar en las rocas fue encontrado en estratos datados de entre 17 000 y 25 000 años AP. Recientes trabajos en el pedestal del Boquerón de la Pedra Furada y en un lugar al aire libre, cerca del Valle de la Pedra Furada, produjo más evidencias de la ocupación humana que se extendió por más de 20 000 años, argumento que es apoyado por una serie de dataciones por C-14 y OSL (luminescencia estimulada ópticamente), y por el análisis técnico del conjunto de herramientas de piedra. En 2003 fueron encontrados en la gruta de Garrincho, un cráneo incompleto y 29 dientes, en sedimentos que, según el método de termoluminiscencia, datados en 14 100 años adP y según el método de luminiscencia óptica en 24 000 años adP.

## Intentos de clasificación general

### François Bernier
Las primeras clasificaciones raciales datan del siglo XVII, las cuales se dieron en el contexto de una época contemporánea al imperialismo de ultramar o período colonial. El médico francés François Bernier (1625-1688) publicó en 1684 Nouvelle division de la terre par les différentes espèces ou races qui l'habitent, la primera clasificación en distintas razas o especies humanas, argumentando que era posible dividir la Tierra teniendo en cuenta las características físicas de los hombres, además de por regiones en donde habitaban. Dividió a los humanos en cuatro grupos, en uno de los cuales los americanos -a los que describió de "color oliváceo"- estaban incluidos junto a los europeos, africanos del norte, persas, árabes, habitantes de la India y de Insulindia.

### Georges Louis Leclerc de Buffon
El francés  Georges-Louis Leclerc de Buffon (1707-1788), creía que las diferencias raciales eran subjetivas y que estaban inducidas por procesos temporales climáticos, dieta alimentaria o costumbres. En su publicación de 1749, Histoire naturelle de l’homme, distinguió seis variedades de hombres dándoles la categoría de raza, una de las cuales era la americana.

### Carlos Linneo
El sueco Carlos Linneo (1707-1778) definió la posición de los humanos en el marco general de las especies naturales, en correlación con las especies zoológicas y botánicas, además de incluir a la especie humana y a los monos en el orden especial de los primates. En la décima edición de Systema naturæ per regna tria naturæ, secundum classes, ordines, genera, species, cum characteribus, differentiis, synonymis, locis de 1758 definió al Homo sapiens como una especie diurna que cambiaba por la educación y el clima, y que comprendía cuatro variedades, siendo una de ellas Americanus. Definió al tipo de esta raza como: colorado, colérico, de porte derecho, de piel morena y cabellos negros, lacios y espesos, con labios gruesos, nariz grande, mentón casi sin barba, porfiado, contento de su suerte, amante de la libertad, pintado el cuerpo con líneas coloradas combinadas de distintas maneras.

### Johann Friedrich Blumenbach

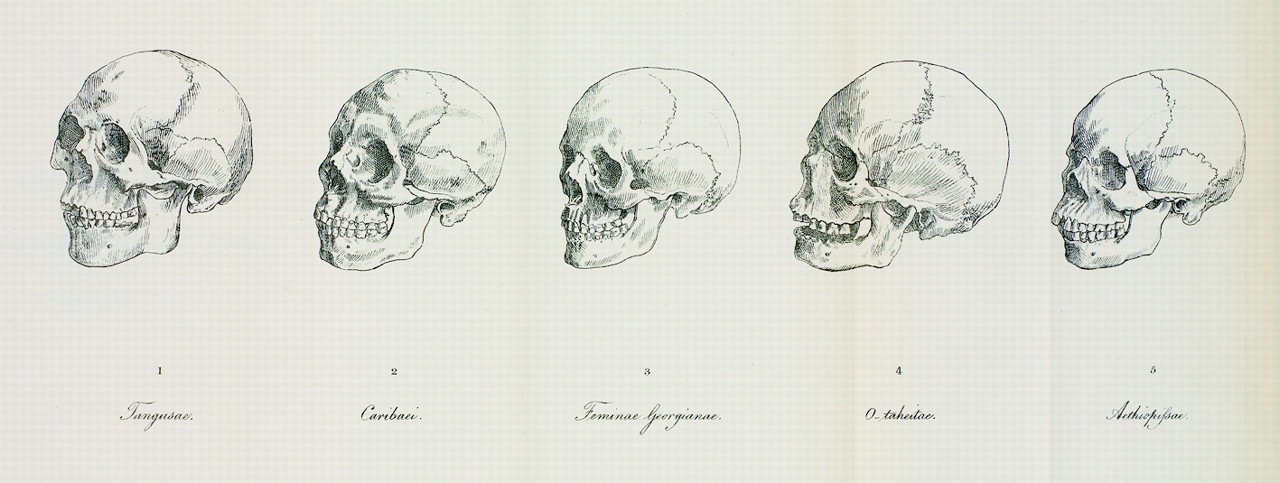
Las cinco razas humanas según Blumenbach.

El médico alemán Johann Friedrich Blumenbach (1752-1840) se basó en su análisis craneométrico para su clasificación. Él creía en la igualdad de razas y consideraba las variaciones físicas producto de adaptaciones climáticas, aunque ignoraba el mecanismo de esto. Inició sus publicaciones en 1790 en los fascículos Decas craniorum. Collectionis suae craniorum diversarum gentium illustrata y determinó cinco razas, una de las cuales era el americano o rojo.

### Jean-Baptiste Bory de Saint-Vincent
En el extracto L’homme (homo), essai zoologique sur le genre humain de su Dictionnaire classique d'histoire naturelle (1825) el francés Jean-Baptiste Bory de Saint-Vincent (1778-1846) clasificó a los humanos en dos tipos, uno de ellos los leyótricos (de cabellos lisos). A este grupo lo dividió en del antiguo continente y del nuevo continente, subdividiendo a este último en: espèce colombique, espèce américaine y espèce patagone.

### René-Primevère Lesson
En su Manuel de mammalogie, ou histoire naturelle des mammiferes (1827) el francés René-Primevère Lesson (1794-1849) clasificó a los humanos en tres razas, una de las cuales era la Race Jaune o Mongolienne, que a su vez subdividió en 4 ramas, entre ellas la Rameau Américain. Dentro de ella señaló la existencia de diversas subramas, siendo las más remarcables la péruvienne, mexicaine y la araucans (que comprende las variedades patagons y puelces).

### Thomas Henry Huxley
bosquimano
     negro
     negritos
     melanocroide
     australoide
     xantocroide
     polinesio
     mongoloide A
     mongoloide B
     mongoloide C
     esquimal

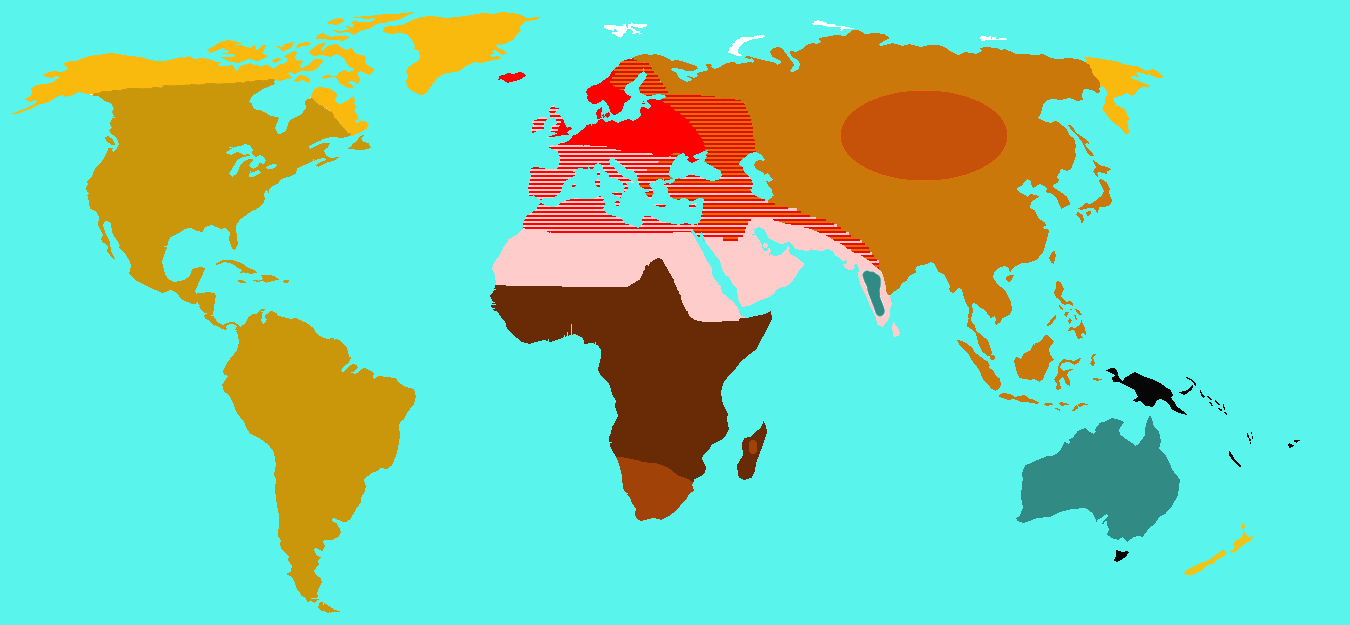
Mapa de la distribución de razas humanas según Thomas Henry Huxley.

El biólogo británico Thomas Henry Huxley (1825-1895) usó estudios antropométricos para clasificar a sus grupos raciales. Hizo una división en un mapa con 9 grupos raciales que fue publicado en Journal of the Ethnological Society of London (1870). Uno de los grupos es el mongoloide C, correspondiente a los indígenas americanos.

### Joseph Deniker
El antropólogo francés Joseph Deniker (1852-1918) estableció una clasificación más compleja criticando la clasificaciones anteriores, pues afirmaba que solo se basaban en caracteres somáticos (físicos), en cambio él se extendió y detalló caracteres étnicos, sociales, culturales y lingüísticos, usando a veces el término grupos étnicos antes que razas. En Les races et les peuples de la Terre (1900) distinguió cinco razas americanas: Esquimau, Nord-américaine, Centraméricaine, Sud-américaine y Patagonne.

### Henri Victor Vallois
Según el antropólogo francés Henri Victor Vallois (1889-1981) una raza es una población natural definida por características físicas y hereditarias comunes. Su clasificación de 1944 en Les Races humaines alcanzó rango clásico en los años sesenta al establecer cuatro grupos raciales primarios (primitives, noires, blanches y jaunes) para agrupar a veintisiete razas. Dentro del grupo jaune (xantodermos o amarillos) agrupó a las razas eskimo y amérindienne.

## Intentos de clasificación de los pueblos americanos

### Samuel George Morton
El médico estadounidense Samuel George Morton (1799-1851) en Crania Americana de 1839 fue partidario del poligenismo de la especie humana, sosteniendo la unidad y origen independiente de todos los indígenas americanos. Dividió la humanidad en cinco razas principales (Caucasian, Mongolian, Malay, American y Ethiopian) que agrupan a 22 familias raciales. Dentro a la American Race agrupó a la American Family (subdividida en las ramas: Appalachian, Brazilian, Patagonian y Fuegian) y a la Toltecan Family.
- Appalachian Branch: incluye a todas las naciones de América del Norte excepto a los mexicanos. Además, a las tribus al norte del río Amazonas y al este de los Andes.
- Brazilian Branch: incluye en Sudamérica a las tribus dispersas al este de los Andes, desde el río Amazonas al Río de la Plata y de los Andes al Atlántico, incluyendo la totalidad de Brasil y de Paraguay al norte del paralelo 35° Sur.
- Patagonian Branch: comprende a las naciones al sur del Río de la Plata hasta el estrecho de Magallanes y las tribus de las montañas de Chile.
- Fuegian Branch: a los habitantes de Tierra del Fuego.
- Toltecan Family: incluye en esta rama a las "naciones civilizadas" de México, Perú y Bogotá, extendidas desde el río Gila a los 33° Norte, América Central y por el margen occidental de Sudamérica hasta el desierto de Atacama en las fronteras de Chile.

### Alcide d'Orbigny
El naturalista francés Alcide d'Orbigny (1802-1857) se ocupó de la etnografía de América del Sur viajando por el continente, iniciando una clasificación que fue el modelo de las subsiguientes. En Voyage dans l'Amérique Méridionale, publicado en 9 tomos entre 1834 y 1847, distinguió en el tomo II l'Homme américain (de l'Amérique meridionale) (1839) tres races américaines en el continente sudamericano:
- Race Ando-péruvienne: dividida en tres ramas:
  - Rameau Péruvien: de 159,7 cm de estatura promedio, de tez morado-oliva oscura, frente deprimida y cara larga y ovalada. Comprende a los quechuas o incas, aimaras, changos y atacamas.
  - Rameau Anticien: de 164,5 cm de estatura promedio, de tez variable de morado-oliva oscura a morena ligera, frente no deprimida y cara ovalada. Comprende a los yucararés, mocetenes, tacanas, maropas y apolistas.
  - Rameau Araucanien: de 164,1 cm de estatura promedio, de tez morado-oliva poco oscura, frente poco elevada y cara casi circular. Comprende a los aucas o araucanos y a los fueguinos.
- Race Pampéeenne: dividida en tres ramas:
  - Rameau Pampéeenne: de 168,8 cm de estatura promedio, de tez morado-oliva a marrón oscura, frente curva y cara larga y aplanada. Señaló que comprendía a los patagones o tehuelches, los puelches de las pampas, los charrúas de la Banda Oriental y de Entre Ríos, los mocovíes o tobas, abipones, lenguas y mataguayos del Chaco. Citó también a los payaguás, mbayás y guaicurúes descriptos por Azara.
  - Rameau Chiquiteén: de 166,3 cm de estatura promedio, de tez morado-oliva clara, frente curva y cara completamente circular. Comprende a las naciones de la provincia de Chiquitos: chiquitanos, zamucos, paiconecas, saravecas, otuques, curuminacas, curavés, covarecas, corabecas, tapíis, curucanecas y también a los entonces extintos jarayes.
  - Rameau Moxéen: de 167,0 cm de estatura promedio, de tez morado-oliva poco oscura, frente ligeramente curva y cara óvalo-circular. Comprende a las naciones de la provincia de Moxos: mojeños, chapacuras, itonamas, canichanas, movimas, cayuvavas, pacaguaras y itenés.
- Race Brasilio-Guaranienne: con una única rama:
  - Rameau Brasilio-Guaranienne: de 162,0 cm de estatura promedio, de tez amarillenta, frente poco curva y cara completamente circular. Se extienden desde las Antillas al Río de la Plata y comprende a guaraníes (guarayos, chiriguanos, sirionós, tupís y guayanas) y botocudos o aymorés. Citó también sin conocerlas a las naciones nuara, nalicueca, guasarapo, guato, casaba y bororó.

### Egon von Eickstedt
El antropólogo alemán Egon von Eickstedt (1892-1965) en Rassenkunde und Rassengeschichte der Menschheit de 1934 dividió a la especie Homo sapiens en tres subespecies geográficas (Homines sapientes albi Europide, Homines sapientes leiotrichi Mongolide y Homines sapientes afri Negride), cada una de las cuales comprende numerosas series, variedades y subvariedades. Esta división prevaleció en la antropología hasta los años noventa. Consideró a todos los amerindios como una especialización particular de la especie Mongolidae, que llamó Homines sapientes americani	Indianide, que clasificó en las series, variedades y subvariedades siguientes:
- Serie D: H. s. americani cuprei Nordindianide
  - Variedad 1: H. s. pacificus Pazifide
  - Variedad 2: H. s. centralis Zentralide
  - Variedad 3: H. s. colombicus Silvide (subvariedades: H. s. c. planidus Planide y H. s. c. apalacidus Appalacide)
  - Variedad 4: H. s. marginalis Margide
- Serie E: H. s. americani mesembrini Südindianide
  - Variedad 1: H. s. andinus Andide
  - Variedad 2: H. s. patagonus Patagonide
  - Variedad 3: H. s. brasilianus Brasilide
  - Variedad 4: H. s. lagoanus Lagide
  - Variedad 5: H. s. lagol-maritimus Fuegide (subvariedades: H. s. l. fuegidus Südfuegide y H. s. l. huarpidus Huarpide)

### Aleš Hrdlička

Evolución del puente de Beringia.

El checo-estadounidense Aleš Hrdlička (1869-1943) en The Question of Ancient Man in America (1937) formuló la teoría que sostiene que todas las razas humanas tienen un origen común. En The Origin and Antiquity of the American Indian (1925) formuló la teoría monogenista-asiática que sostiene que el hombre llegó a América desde Asia ingresando exclusivamente por el estrecho de Bering y hace 10 000 a 15 000 años. Se basó en la semejanza física de asiáticos y americanos, como la pigmentación de la piel y ojos, el grosor y forma de su cabello, los pómulos salientes, dientes en forma de pala, la escasa pilosidad, el pliegue mongólico y la mancha mongólica. Además la existencia en América de lenguas polisintéticas y aglutinantes. Hrdlička postuló que el desplazamiento de grupos nómadas paleo-mongoloides desde Mongolia y Siberia a través de Bering a fines de la glaciación de Wisconsin del periodo Pleistoceno se produjo por un descenso notable del nivel del mar de hasta cien metros. Se habría producido un espacio libre de agua de 1800 kilómetros de ancho entre uno y otro continente, por lo que los primeros inmigrantes probablemente pudieron pasar a pie. Las oleadas migratorias habrían ingresado por el valle del río Yukón de Alaska, para después dispersarse por el resto del continente. Refutó así a Ameghino, quien pensó que América era la cuna de la humanidad. 
Hrdlička sostuvo la unidad racial y lingüística de los indígenas americanos, subdividiéndolos en 4 subrazas. Para él eran una especialización de la raza mongólica que llegó en cuatro migraciones sucesivas de pequeños grupos de cazadores y pescadores que pertenecían a distintos subtipos de los mongoloides.
- Primera migración, dolicocéfalos. Corresponde en América del Norte a los algonquinos, iroqueses, siux, shoshón y pima-aztecas. En América del Sur corresponde a la raza de Lagoa Santa.
- Segunda migración, braquicéfalos. Son la Toltecan Family de Morton, desde Yucatán y las Antillas hasta Perú.
- Tercera y cuarta migraciones, braquicéfalos. Corresponde a los athabascos y a los esquimales, que se ubican desde Alaska y noroeste de Canadá, hasta los Hupa de California y los navajos y apaches.

### Renato Biasutti
El geógrafo italiano Renato Biasutti (1878-1965) en Le razze e i popoli della terra de 1941, dividió en continente americano en 10 razas indígenas: eschimidi, columbidi, planidi, appalacidi, sonoridi, pueblo-andidi, istmidi, pampidi, amazzonidi, lagidi y fuegidi. Ubicó en un mapa a las últimas 6 en Sudamérica.
- pueblo-andidi: por la cordillera de los andes, altiplano y los contrafuertes andinos, desde el sur de Colombia a la zona de Puerto Montt en Chile.
- istmidi: en áreas andinas de Colombia, oeste de Venezuela y Centroamérica.
- pampidi: en la Patagonia occidental, centro de la isla Grande de Tierra del Fuego, región pampeana, Banda Oriental, Entre Ríos, la región chaqueña y área aislada en el Mato Grosso.
- amazzonidi: en la Amazonía, costa norte y extremo noreste de Brasil, este de Paraguay, la provincia de Corrientes, este de Bolivia y parte de Mato Grosso.
- lagidi: áreas no costeras del centro este de Brasil, desde Amapá hasta inclusive la provincia de Misiones en Argentina.
- fuegidi: área costera entre Arequipa e Iquique, Patagonia oriental desde el área de Puerto Montt hasta el cabo de Hornos y costa del centro y sur de Brasil desde San Salvador de Bahía hasta la laguna de los Patos.

### Paul Rivet
El etnólogo francés Paul Rivet (1876-1958) en Les Origines de l'Homme Américain (1943) fue el creador de la teoría oceánica sobre el origen del poblamiento americano, según la cual, la población indígena americana es multirracial y es el resultado de migraciones procedentes de Asia, Australia, Polinesia y Melanesia. Esto fue contrario a los planteamientos de quienes sostenían que la procedencia era de una sola raza: Hrdlička (por el puente de Beringia) y Mendes Correia (por balsas desde Oceanía vía la Antártida hacia Tierra del Fuego). Rivet postuló que hubo 4 migraciones:
- Primera migración: por el estrecho de Bering hace 10 000 años, coincidente con lo propuesto por Hrdlička.
- Segunda migración: desde Australia a la Antártida hacia Tierra del Fuego unos 4000 años a. C.
- Tercera migración: melanesios por el océano Pacífico hacia California unos 2000 años a. C.
- Cuarta migración: los esquimales por el estrecho de Bering, coincidente con lo propuesto por Hrdlička.

## Clasificación de José Imbelloni
El ítalo-argentino José Imbelloni (1885-1967) en El poblamiento primitivo de Ámerica de 1943, propuso el origen múltiple del hombre en América, distinguiendo tres orígenes para las razas americanas: asiático premongol (australoides), oceánico (de mezcla mongólica) y asiático reciente (más o menos mongólica). Desarrolló la teoría según la cual América fue poblada en tiempos prehistóricos y protohistóricos por varios grupos humanos de diferentes orígenes y procedencias. Las migraciones tuvieron lugar en diferentes oleadas y durante un período de tiempo que duró varios milenios. Fue uno de los primeros en apoyar la importancia del océano Pacífico como ruta alternativa al estrecho de Bering, para tales migraciones. Imbelloni concordó en general con los trabajos de Hrdlička, aunque este creía que existía una única raza con subdivisiones, mientras que Imbelloni postulaba la existencia de razas distintas.
La clasificación de Imbelloni para los indígenas americanos, basada en el trabajo de Eickstedt, fue la siguiente: 
- razas de origen asiático premongol o australoides ingresadas por Beringia (fuéguidos, láguidos, pámpidos, plánidos, sonóridos);
- razas de origen oceánico de mezcla mongólica ingresadas por el océano Pacífico (amazónidos, pueblos ándidos, ístmidos);
- razas de origen asiático reciente, más o menos mongólicas ingresadas por Beringia (colúmbidos, ártidos).

De acuerdo a los mapas publicados por Imbelloni las razas correspondientes a Sudamérica son: fuéguidos, láguidos, pámpidos, amazónidos, pueblos ándidos, ístmidos.

### Fuéguidos
Los fuéguidos de Imbelloni y los fuegidi de Biasutti, son considerados por Eickstedt como una subvariedad (la fuegidus südfuegidae). Su tipo craneal es dolicocefálo (cabeza larga y delgada), platicéfalo (bóveda craneal aplastada), leptoprosopo (cara alargada) y leptorrino (nariz larga y delgada). Su estatura promedio es de 157 en los hombres y 140 en las mujeres.
Su economía principal era la pesca y los grupos se hallan dispersos. Un grupo habitaba las costas patagónicas desde el sur de Chiloé hasta el cabo de Hornos y estaba compuesto por los yaganes (o yámanas), kawésqar (o alakalufes) y chonos. Otro grupo de hallaba en las costas de Antofagasta (changos) y antiguamente dejaron conchales en las costas peruanas y chilenas. Los urus y chipaya se encuentran en el altiplano de Bolivia. Mezclados con otras razas Imbelloni halló el tipo racial en Colombia y Venezuela entre los chocós, piaroas, ibi-opotos, guajiros y motilones. En Brasil el tipo se halla entre los botocudos (aymoré), que predominaban en las costas hasta que fueron desplazados por los guaraníes. Fuera de Sudamérica los encontró en California septentrional, en la bahía de Humboldt y al norte de San Francisco.

### Láguidos

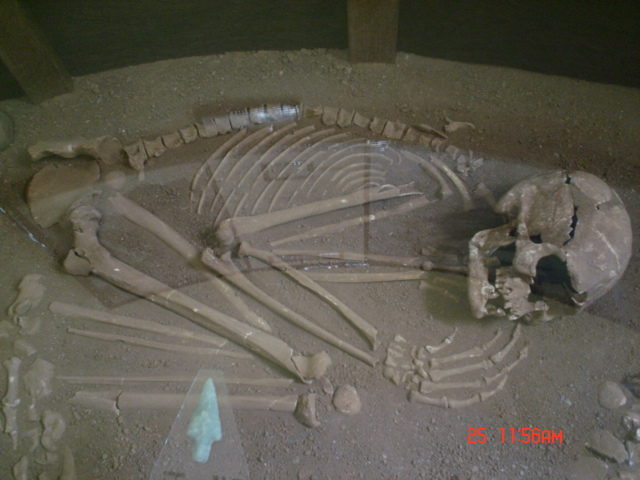
Esqueleto de un paleoamericano descubierto en Lagoa Santa.

Los láguidos son los lagidae de Eickstedt y los lagidi de Biasutti. Responden al tipo racial paleoamericano hallado en las investigaciones en Lagoa Santa. Su tipo craneal es pronunciadamente dolicocefálo (cabeza muy larga y delgada) y platirrino (nariz ancha). Su estatura promedio es de 150 a 157 cm.
Se identifican con la familia lingüística ye del planalto brasileño, entre los cuales se hallan los pueblos kayapó, cáingang y xokleng y pequeños grupos en la Amazonía. Se los identifica también en yacimientos diseminados, como conchales de la costa chilena, el extremo meridional de la península de California y sepulturas antiguas de Coahuila en México y en algunos cráneos antiguos hallados de la provincia de Buenos Aires. 

### Pámpidos
Los pámpidos de corresponden con los patagonidae de Eickstedt y los pampidi de Biasutti. Los relacionó con los plánidos y los sonóridos como diferenciaciones locales de una única raza originaria. Su tipo craneal es dolicocefálo (cabeza larga y delgada) y leptorrino (nariz angosta). Su estatura promedio es de 173 a 185 cm en la Patagonia, 173 en los hombres y 160 en las mujeres entre los onas y de 160 a 170 cm en los hombres y 155 las mujeres del Chaco.
Se hallan en la Patagonia occidental, centro de la isla Grande de Tierra del Fuego, la región pampeana, Banda Oriental, Entre Ríos, la región chaqueña y los bororó del Mato Grosso, separados del grupo principal.

### Amazónidos
Los amazónidos de Imbelloni y los amazzonidi de Biasutti se corresponden con los brasilidae de Eickstedt. Su tipo craneal es moderadamente dolicocefálo con tendencia a la braquicefalia (cabeza levemente larga y delgada). Su estatura promedio es de 155 a 158 cm en los hombres y 145 en las mujeres, aunque en la Amazonia meridional los hombres llegan a un promedio de 161 cm.
Se encuentran en la Amazónia, las Guayanas, Venezuela, las Antillas, la península de Florida, las costas del Brasil, Paraguay y la Mesopotamia argentina hasta el Río de la Plata. Los caribes, arahuacos y tupíes.

### Pueblos ándidos
Los pueblos ándidos de Imbelloni y los pueblo-andidi de Biasutti se corresponden con los andidae de Eickstedt. Su tipo craneal es 
moderadamente braquicefálo (cabeza corta y ancha). Su estatura promedio es de 159 a 162 cm.
Se encuentran a lo largo de la cordillera de los Andes desde el Sur de Colombia hasta la Araucanía. Se los encuentra también desde el centro de México hasta Utah, separados de los sudamericanos por la emigración de los ístmidos. Un grupo se halla en las costas del golfo de México y sus vestigios se hallaron en Florida.

### Ístmidos
Los ístmidos de Imbelloni y los istmidi de Biasutti se corresponden con los zentralidae de Eickstedt. Su tipo craneal es 
extremadamente braquicefálo (cabeza muy corta y ancha). Su estatura promedio es de 150 a 168 cm en los hombres y de 145 cm en las mujeres.
Se los encuentra desde el centro de México hasta Colombia. En su sector norte se encuentran muchos dolicocéfalos, que podrían mezcla con un sustrato sonórido previo.

## Clasificación de Salvador Canals Frau
El hispano-argentino Salvador Canals Frau (1893-1958) en Las poblaciones indígenas de la Argentina: su origen, su pasado, su presente (1953), presentó una nueva clasificación de lo que llamó tipos raciales en vez de razas (que reservó para lo que otros autores llamaron grandes razas), tomando como base las clasificaciones de Eickstedt y de Imbelloni. Para Canals Frau la población indígena americana es el resultado de cuatro corrientes migratorias, la más antigua de las cuales habría llegado hace 25 000 años cruzando el puente de Beringia a comienzos del Paleolítico superior y con un nivel cultural auriñaciense. De acuerdo a Canals Frau la segunda corriente migratoria también habría atravesado el estrecho de Bering (para Imbelloni sería transpacífica), mientras que las dos últimas habrían llegado por mar a través del océano Pacífico. A diferencia de Imbelloni, que usó el índice vértico-transversal para medir la altura craneana, Canals Frau usó el índice vértico-longitudinal.
La clasificación de Canals Frau para los indígenas americanos fue la siguiente:
- Primera corriente migratoria (grupo asiático antiguo australoide ingresado por Beringia): sílvidos, sonóridos, láguidos, huárpidos, patagónidos.
- Segunda corriente migratoria (razas mongoloides primitivas, grupo asiático megalítico ingresado por Beringia): esquímidos, pacífidos, califórnidos, fuéguidos.
- Tercera corriente migratoria (razas mongoloides protomalayas, grupo oceánico neolítico ingresado por el océano Pacífico): brasílidos, sudéstidos.
- Cuarta corriente (mezcla con raza blanca polinesia, grupo oceánico megalítico ingresado por el océano Pacífico): ándidos, centrálidos.

De acuerdo con Canals Frau los tipos raciales correspondientes a Sudamérica son: fuéguidos, láguidos, patagónidos, brasílidos, ándidos, centrálidos y huárpidos. Canals Frau separa a los huárpidos de los ándidos y considera a los primeros y a los láguidos como los tipos raciales de mayor antigüedad en Sudamérica. De los huárpidos hace descender a los patagónidos como una derivación local reciente y considera a los fuéguidos como mucho más recientes (mesolíticos) que lo propuesto por Imbelloni.

### Fuéguidos
Los fuéguidos de Canals Frau son también los de Imbelloni y los fuegidi de Biasutti, aunque Canals Frau negó que fueran la población más antigua de América (según propuso Imbelloni) y le señaló un origen en el Mesolítico. En los mapas Canals Frau señaló a este tipo racial como los pueblos canoeros de las costas patagónicas del Pacífico, desde el sur de Chiloé hasta el cabo de Hornos: yámanas, alakalufes y chonos. 

### Láguidos
Los láguidos de Canals Frau coinciden con los de Imbelloni. Su tipo craneal es pronunciadamente dolicocefálo (cabeza muy larga y delgada), alto y platirrino (nariz ancha). Su estatura promedio es de 160 cm en los hombres y 153 cm en las mujeres.
En los mapas Canals Frau ubicó a los láguidos sobre todo el Brasil oriental desde Río Grande del Norte hasta Uruguay, sin ocupar las costas que asignó a los brasílidos, así como en algunas áreas aisladas internas. En Argentina los ubicó en la provincia de Misiones, este de la de Corrientes y en el noreste de la de Entre Ríos.

### Huárpidos
Canals Frau, a diferencia de Imbelloni, reconoció la existencia del tipo racial de los huárpidos, lo cual fue una innovación en la clasificación. Consideró a los huárpidos y a los láguidos como los tipos raciales más antiguos de Sudamérica, postulando que los patagónidos derivan de los primeros. Canals Frau consideró que los huárpidos son los exponentes que mejor conservaron las características australoides de la primera corriente migratoria. Su tipo craneal es pronunciadamente dolicocefálo (cabeza larga, alta y delgada). La presencia de barba los ha registrado como "indios barbudos", siendo su cabello algo ondulado y su piel oscura, caracteres que contrastan con el general de los amerindios.
El los mapas Canals Frau ubicó a los huárpidos en Cuyo y las sierras de Córdoba en Argentina, en donde sus exponentes son los huarpes y los comechingones. En Bolivia corresponden a los sirionós y a los urus, también hallados en Perú.

### Patagónidos
Canals Frau coincide con Imbelloni respecto de los pámpidos, que él llamó patagónidos. Los consideró, sin embargo, derivados de los huárpidos por especificación y mutación en los desiertos patagónicos. Son de complexión atlética, su cráneo es dolicoide y alto y su cara alargada. Su nariz es mesorrina (mediana) y su estatura elevada: 178 cm en promedio para los hombres y 168 para las mujeres.
En los mapas Canals Frau ubicó a los patagónidos desde Tierra del Fuego al centro de Brasil, incluyendo la Patagonia, la región pampeana, Uruguay, el área central chaqueña y el Mato Grosso.

### Brasílidos
Los brasílidos de Canals Frau coinciden con los amazónidos de Imbelloni. Son de cabeza algo corta y baja y de cara ancha y nariz mediana. Su espalda es ancha y su estatura de 160 cm en los hombres y de 147 cm en las mujeres.
En los mapas Canals Frau ubicó a los brasílidos en la Amazonía, las costas de Brasil y las Antillas. También como una cuña entre láguidos y patagónidos desde el centro de Brasil hasta Entre Ríos. Otro grupo lo ubicó separando a los huárpidos en el sur de Bolivia y noroeste de Argentina.

### Ándidos
Los ándidos de Canals Frau se corresponden con los pueblos ándidos de Imbelloni y son pueblos adaptados a la vida de montaña. Para Canals Frau sería -igual que los centrálidos- una raza metamórfica, es decir mezclada. Se habría formado por la mestización de los huárpidos con los emigrantes polinesios unos 500 años antes de Cristo. Los polinesios serían caucasoides originarios de la India y desperdigados por la Polinesia, desde donde habrían alcanzado América llevando su cultura megalítica. Su cabeza es corta y la bóveda craneana mediana, lo mismo que la cara y la nariz -muchas veces aguileña-. Su estatura promedio es de 160 cm en los hombres y de 145 cm en las mujeres.
En los mapas Canals Frau ubicó a los ándidos a lo largo de la cordillera de los Andes desde el Sur de Colombia hasta la Araucanía. 

### Centrálidos
Los centrálidos de Canals Frau se corresponden con los ístmidos de Imbelloni. Al igual que los ándidos serían una raza metamórfica entre emigrantes polinesios y un sustrato brasílido. Son muy branquicéfalos, de cabeza corta y baja, de cara mediana y nariz ancha. Su estatura promedio es de 157 cm en los hombres y de 145 cm en las mujeres.
En los mapas Canals Frau ubicó a los centrálidos desde el centro de México hasta el sur de Colombia, ocupando toda Centroamérica.

## Dick Edgar Ibarra Grasso
El argentino Dick Edgar Ibarra Grasso (1914-2000) en Los hombres Barbados en la América precolombina: razas indígenas americanas (1997) rechazó -al igual que Imbelloni y que Canals Frau- la tesis de Hrdlička sobre que el único origen del hombre americano es Asia, ingresando exclusivamente por el estrecho de Bering hace 13 500 años e hizo una crítica general de las teorías de sus predecesores. Para Ibarra Grasso la población indígena americana no es homogénea ni completamente mongoloide y cuestionó las investigaciones que solo ven la existencia de rasgos típicos mongoloides en los amerindios, que según él no pueden diferenciarse de los rasgos típicos caucasoides. En su opinión sus predecesores dejaron de lado las minorías al postular teorías excluyentes, que ven solo los rasgos mayoritarios sobre la forma del cráneo, el color de la piel o el tipo y color del pelo (observó la presencia de barba y bigote, nariz aguileña, ojos claros, pelo ondulado y calvicie como rasgos minoritarios no explicables para los mongoloides). Otra opinión de Ibarra Grasso es la de que la presencia humana en América supera los 40 000 años y aún los 60 000 (en el Paleolítico medio), rechazando las teorías que la sitúan como más temprano en el Paleolítico superior (que ocurrió entre 40 000-30 000 años AP y 12 000-10 000 AP) o aún en el Neolítico. Al considerar estas fechas, Ibarra Grasso postuló que el Homo sapiens neanderthalensis (considerado como subespecie humana) emigró hacia América por Beringia poco antes de su postulada extinción, seguido luego por el Homo sapiens sapiens, con quien se hibridó. El primero habría originado entre los amerindios los rasgos australoides y el segundo los mongoloides y caucasoides. Según Ibarra Grasso, lo mismo que por Beringia, se produjeron migraciones por el océano Pacífico (que partieron originalmente desde Insulindia) que aportaron elementos mongoloides y algunos caucasoides desde hace 3500-3000 a. C. hasta poco antes del comienzo de nuestra era, tras o cual continuaron como relaciones comerciales débiles.